# 坦噶尼喀鯰
坦噶尼喀鯰，為輻鰭魚綱鯰形目塘虱魚科坦噶尼喀鯰屬的一種，分布於非洲坦干伊喀湖流域，為特有種，棲息在湖泊岩岸水域，體長可達33公分。

## 外部連結
- 坦噶尼喀鯰的圖片 （页面存档备份，存于）